# José Faria
José Faria (àrab: المهدي فاريا)  (Rio de Janeiro, 26 d'abril de 1933 - Rabat, 8 d'octubre de 2013) fou un futbolista i entrenador de futbol brasiler.
Destacà com a entrenador de la selecció del Marroc, a la qual dirigí durant la Copa del Món de futbol de 1986. Trajectòria com a entrenador:
- 1978-1979: Fluminense FC (futbol base)
- 1979: Qatar U-19
- 1979-1982: Al-Sadd SC Doha
- 1983-1988: FAR Rabat
- 1983-1988: Marroc
- 1995-1997: Olympique de Khouribga